# Amber Holland
Amber Holland (ur. 10 lipca 1974 w Yorkton) – kanadyjska curlerka, srebrna medalistka mistrzostw świata 2011 i mistrzostw świata juniorek 1993, mistrzyni Kanady 2011.

## Kariera
Holland w curling gra od jedenastego roku życia. Jej pierwszą imprezą krajową były Canadian Junior Curling Championships w 1992, jako kapitan reprezentacji Saskatchewan Holland zdobyła tytuł mistrzowski pokonując w finale Northern Ontario.
W Mistrzostwach Świata Juniorek 1993 Kanadyjki awansowały do finału, zdobyły srebrne medale po porażce ze Szkotkami (Kirsty Hay). W tym samym roku Amber przekroczyła wiek juniorski.
W późniejszych latach w konkurencji kobiet nie odniosła większych sukcesów. W 1999 jako rezerwowa w zespole swojej dawnej otwierającej Cindy Street wygrała mistrzostwa prowincji i wystąpiła w rozgrywkach ogólnokrajowych. Saskatchewan zajął 4. miejsce przegrywając mecz w fazie play-off, Holland dodatkowo nie wystąpiła w żadnym meczu. Podobnie było w 2006, Holland była rezerwową u Tracy Streifel, w tych zawodach reprezentacja prowincji zajęła ostatnią 12. pozycję.
Holland uczestniczy w krajowych eliminacjach olimpijskich począwszy od 2001. Dwukrotnie to Holland była skipem drużyny, w 2001 zajęła 7., a w 2009 4. miejsce – w meczu dogrywkowym przegrała z Kristą McCarville. W 2005 była rezerwową u Sherry Anderson i zagrała w jednym meczu.
Saskatchewan Scotties Tournament of Hearts 2010 były pierwszymi mistrzostwami prowincji wygranymi przez Holland jako kapitana, podczas Mistrzostw Kanady jej drużyna została sklasyfikowana na 6. miejscu z bilansem 6 wygranych i 5 porażek. Rok później także awansowała do rozgrywek krajowych. Round Robin Scotties Tournament of Hearts 2011 Saskatchewan zakończył z 9 zwycięstwami na pierwszym miejscu. W górnym meczu play-off Holland zmierzyła się z obrończyniami tytułu mistrzowskiego (Jennifer Jones), w meczu z dogrywką poniosła porażkę 9:10. W półfinale pokonała Ontario (Rachel Homan) i ponownie zmierzyła się w finale z Team Canada. W wyrównanym meczu w ostatnim endzie był stan po 7 i Jones miała kończące zagranie. W swoim ostatnim zagraniu Holland ustawiła swój kamień prawie na guziku, był on dodatkowo chroniony przez strażnika, Jones postanowiła przebijać przez dwa inne strażniki. Wybiła najbliżej ustawiony kamień należący do Saskatchewan jednak jej kamień odtoczył się na tyle daleko, że Holland przejęła partię jednym kamieniem i zdobyła tytuł mistrzowski wynikiem 8:7. Po zakończeniu zawodów Holland przyznano Sandra Schmirler Most Valuable Player Award.
Na Mistrzostwach Świata 2011 Kanadyjki zakwalifikowały się do rundy play-off. Jednak turniej zaczęły dosyć słabo, po czterech meczach miały bilans 1-3. Ostatecznie z 7 wygranymi i 4 przegranymi musiały zmierzyć się w meczu dogrywkowym ze Szwajcarią (Mirjam Ott). Holland tie-breaker wygrała wynikiem 8:6. Wygrała dwa kolejne mecze przeciwko Danii (Lene Nielsen) i Chinom (Wang Bingyu) i znalazła się w finale. W meczu o złoto zmierzyła się ze Szwedkami (Anette Norberg), które w 9. endzie doprowadziły do remisu. W ostatnim zagraniu Amber musiała wykonać draw do 4-foot przeciwko czterem kamieniom szwedzkim, jej zagranie było jednak za słabe i Norberg przejęła 10. end dwoma punktami. W 2012 Holland wystąpiła na Scotties Tournament of Hearts jako Team Canada. Jej ekipa z bilansem 6 wygranych i 5 porażek uplasowała się na 5. miejscu.
Po siedmiu latach wspólnej gry Holland 19 marca 2012 ogłosiła swoje odejście z zespołu. W rezultacie otwierająca Heather Kalenchuk postanowiła zawiesić swoją karierę sportową. W kanadyjskich kwalifikacjach olimpijskich do Soczi 2014 była rezerwową w drużynie Valerie Sweeting, rywalizację zakończyła na 5. miejscu.

## Życie prywatne
Studiowała administrację na University of Regina. Amber Holland związana jest z curlingiem także poza lodem, w latach 1997-2010 była dyrektorem technicznym Saskatchewan Curling Association. Od 2010 jest dyrektorem wykonawczym.

## Wielki Szlem
| Turniej                | 2006/2007 | 2007/2008 | 2008/2009 | 2009/2010 | 2010/2011 | 2011/2012 | 2012/2013 | 2013/2014 | 2014/2015 |
| ---------------------- | --------- | --------- | --------- | --------- | --------- | --------- | --------- | --------- | --------- |
| Autumn Gold            | x         | QF        | x         | QF        | x         | x         | x         | x         | SF        |
| Manitoba Lotteries     | x         | x         | x         | QF        | x         | x         | x         | x         | A*        |
| Colonial Square        | ?*        | ?*        | A*        | ?*        | A*        | A*        | x         | x         | x         |
| Masters                | ?*        | ?*        | A*        | ?*        | QF*       | x*        | x         | A         | A         |
| Canadian Open          | —         | —         | —         | —         | —         | —         | —         | —         |           |
| Players’ Championships | A         | W         | x         | A         | A         | A         | A         | A         |           |

| —  | = turniej nie odbył się                          |
| A  | = nie uczestniczyła                              |
| x  | = nie zakwalifikowała się do fazy finałowej      |
| QF | = ćwierćfinał                                    |
| SF | = półfinał                                       |
| F  | = finał                                          |
| W  | = zwycięstwo                                     |
| *  | = turniej niezaliczany do cyklu Wielkiego Szlema |

### Turnieje nierozgrywane
| Turniej               | 2006/2007 | 2007/2008 | 2008/2009 | 2009/2010 | 2010/2011 |
| --------------------- | --------- | --------- | --------- | --------- | --------- |
| Wayden Transportation | x         | A         | x         | —         | —         |
| Sobeys Slam           | —         | x         | x         | —         | QF        |

## Drużyny
|           | Czwarta       | Trzecia         | Druga             | Otwierająca       |
| --------- | ------------- | --------------- | ----------------- | ----------------- |
| od 2013   | Amber Holland | Jolene Campbell | Dailene Sivertson | Brooklyn Lemon    |
| 2012/2013 | Amber Holland | Jolene Campbell | Brooklyn Lemon    | Dailene Sivertson |
| 2009/2012 | Amber Holland | Kim Schneider   | Tammy Schneider   | Heather Kalenchuk |
| 2005/2009 | Amber Holland | Kim Schneider   | Tammy Schneider   | Heather Seeley    |
| 2003/2005 | Amber Holland | Karen Purdy     | Carla Mack        | Patty Bell        |
| 1998/2003 | Amber Holland | Kay Montgomery  | Karen Purdy       | Patty Bell        |
| 1991/1993 | Amber Holland | Angela Street   | Tracy Beach       | Cindy Street      |

## Canadian Team Ranking System
Pozycje drużyny Amber Holland w rankingu CTRS:
- 2006/2007 – 34.
- 2007/2008 – 11.
- 2008/2009 – 16.
- 2009/2010 – 4.
- 2010/2011 – 2.
- 2011/2012 – 17.
- 2012/2013 – 12.